# Ango (Bas-Uele)
Pour les articles homonymes, voir Ango.
Ango est une localité chef-lieu du territoire éponyme de la province du Bas-Uele en république démocratique du Congo.

## Géographie
La localité est située sur la route RP416 à 253 km au nord-est du chef-lieu provincial Buta.

## Administration
Chef-lieu territorial de 3 338 électeurs recensés en 2018, la localité a le statut de commune rurale de moins de 80 000 électeurs, elle compte 7 conseillers municipaux en 2019.

## Population
Le recensement date de 1984,.
| 1984 | 2004  | 2012  |
| ---- | ----- | ----- |
| -    | 7 394 | 8 675 |